# Cité Dubourg
La cité Dubourg est une voie du 20e arrondissement de Paris, en France.

## Situation et accès
La cité Dubourg est une voie privée située dans le 20e arrondissement de Paris. Elle débute au 52, rue Stendhal et se termine au 57, rue des Prairies.

## Origine du nom
Cette voie est baptisée d'après le nom du propriétaire des terrains sur lesquels elle a été ouverte.

## Historique
Cette voie est ouverte sous sa dénomination actuelle en 1897.